# Enicospilus maruyamanus
Enicospilus maruyamanus är en stekelart som först beskrevs av Tohru Uchida 1928.  Enicospilus maruyamanus ingår i släktet Enicospilus och familjen brokparasitsteklar. Inga underarter finns listade i Catalogue of Life.